# Затвор S-21
S-21 е кодовото име на затвора Туол Сленг, днес музей на геноцида в Камбоджа.
В него загиват над 14 000 души, считани за врагове на червените кхмери по време на неговото функциониране от 1975 г. до 1979 г.
Кодовата номерация 21 се използва за Сантебал – тайната полиция на червените кхмери. S е инициал за sala – зала или голяма обществена сграда на италиански. Цялото име означава, че S-21 е „сграда на тайната полиция“.
Тази институция е строго секретна по времето на Демократична Кампучия, когато Пол Пот има абсолютната власт. Едва няколко старши офицери от червените кхмери знаят за съществуването на затвора. Затворът е открит от виетнамската армия, няколко години след като Пол Пот напуска Пном Пен.
Сградата, в която преди това се помещава гимназия, е построена във френски колониален стил и се намира в едно от предградията на Пном Пен. Името на гимназията по време на управлението на Лон Нол и на гражданската война е „Туол Свей Прей“ (т.е. Хълмът на мангото). „Туол Сленг“ е името на началното училище, което се намира до гимназията. Не е ясно защо е избрано точно това име, което буквално означава „хълмът на отровните дървета“.
Човекът, на когото Пол Пот поверява отговорността за този затвор, е Сон Сен – виден водач на червените кхмери, получил образованието си подобно на Пол Пот и Йенг Сари във Франция. За известно време той е вицепрезидент и министър на външните работи. Сон Сен контролира затвора от самото начало на неговото същестуване. Убит е през 1997 г. по заповед на Пол Пот. Непосредственото оперативно ръководство на затвора е поверено на Канг Кек Аю, който е учител по математика, преди да се присъедини към червените кхмери.
Затворниците – врагове на режима, са държани в тесни килии, оковани в железни вериги в крайно ужасяващи условия. За врагове се приемат хората, които смятат, че Камбоджа я чака несигурно бъдеще, които са склонни да признаят дори и най-малкото преимущество на капитализма, които не успяват да изпълнят квотата, определена за тяхното стопанство, или не са доволни от храната в общата столова на комуната.
Разпитът се провежда от червени кхмери, някои от които на юношеска възраст, и обикновено се състои от 2 части. Отначало се организира принудително признание, наречено „политика на насочване“. Това продължава, докато затворникът не потвърди това, което вече е подготвено като писмено признание. Разпитите винаги са свързани с изтезания, които продължават, докато затворниците не признаят или не загинат. Мнозина от затворниците умират още по време на разпитите и изтезанията, но дори и когато все пак оцеляват, те са екзекутирани заради „престъпленията“, които признават да са извършили, тъй като разпитите продължават, докато не подпишат писмените „признания“.
В началото екзекуциите са извършвани в затвора, но по-късно, когато вече няма къде да се погребват труповете, изпълнението на присъдите се премества в китайско гробище в селцето Чоенг-Ек. Екзекуциите са извършвани по особено жесток начин – посредством удар с метален прът по главата, след което гърлата на жертвите са били прерязвани. Това място става известно като „Полетата на смъртта“.
Според документите едва 12 от общо 14 000 (според други данни – 17 000 и дори 20 000, но точната цифра остава неизвестна) затворници излизат живи от S-21, като само за 7 от тях е потвърдено, че действително са живи.
На 30 март 2009 г. Канг Кек Аю е предаден на съд и срещу него са повдигнати обвинения за престъпления срещу човечеството и военни престъпления. На 26 юли 2010 година е произнесена присъдата и го очакват 35 години затвор.